# 4-Nitro-klórbenzol
A 4-nitro-klórbenzol szerves vegyület, képlete ClC6H4NO2. Halványsárga színű szilárd anyag. Iparilag más vegyületek és készítmények gyártására használják, beleértve a gumiban lévő antioxidánsokat. Izomerjei a szintén ClC6H4NO2 képletű 2-nitro-klórbenzol és a 3-nitro-klórbenzol.

## Előállítása
Iparilag klórbenzol nitrálásával készül:
{\displaystyle \mathrm {ClC_{6}H_{5}+HNO_{3}\rightarrow ClC_{6}H_{4}NO_{2}+H_{2}O} }
A reakcióban 2- és a 4-nitro izomer is képződik, körülbelül 1:2 arányban, ezeket desztillációval választják el. Elsőként Holleman és munkatársai állították elő 4-bróm-klórbenzol nitrálásával.

## Felhasználásai
A 4-nitro-klórbenzolból számos vegyület származtatható. Nitrálással 2,4-dinitro-klórbenzol és 3,4-dinitro-klórbenzol keletkezik. Vassal történő redukálása során 4-klóranilin képződik. A vegyületben a nitrocsoport elektronvonzó természete a benzolgyűrűt képessé teszi a nukleofil aromás szubsztitúcióra, amire a többi hasonló klórbenzol nem képes. Az erős nukleofilek, például a hidroxid, metoxid illetve amid hatására a klorid kicserélődik, így rendre 4-nitrofenol, 4-nitroanizol, illetve 4-nitroanilin keletkezik.
Másik fontos felhasználása a 4-nitro-klórbenzolnak, hogy ha anilinnel kondenzálják, 4-nitro-difenil-amint kapnak. A nitrocsoport reduktív alkilezése másodrendű aril-amidokat ad, melyek hasznos antioxidánsok a gumigyártás során.

A 4-nitro-klórbenzol a Dapson (4-[(4-aminobenzol)-szulfonil]-anilin) nevű lepra elleni gyógyszer alapanyaga

## Fordítás
Ez a szócikk részben vagy egészben  a(z)   4-Nitrochlorobenzene című angol Wikipédia-szócikk ezen változatának fordításán alapul.  Az eredeti cikk szerkesztőit annak laptörténete sorolja fel. Ez a jelzés csupán a megfogalmazás eredetét és a szerzői jogokat jelzi, nem szolgál a cikkben szereplő információk forrásmegjelöléseként.